# Campeonato Mundial Júnior de Patinação Artística no Gelo de 1987
O Campeonato Mundial Júnior de Patinação Artística no Gelo de 1987 foi a décima segunda edição do Campeonato Mundial Júnior de Patinação Artística no Gelo, um evento anual de patinação artística no gelo organizado pela União Internacional de Patinação (em inglês:  International Skating Union) onde os patinadores artísticos competem pelo título de campeão mundial júnior. A competição foi disputada entre os dias 2 de dezembro e 7 de dezembro de 1986, na cidade de Kitchener, Ontário, Canadá.

## Eventos
- Individual masculino
- Individual feminino
- Duplas
- Dança no gelo

## Medalhistas
| Evento                        | Ouro                                                 | Prata                                                  | Bronze                                           |
| Individual masculino detalhes | Rudy Galindo · Estados Unidos                        | Todd Eldredge · Estados Unidos                         | Yuri Tsimbaliuk · União Soviética                |
| Individual feminino detalhes  | Cindy Bortz · Estados Unidos                         | Susanne Becher · Alemanha Ocidental                    | Shannon Allison · Canadá                         |
| Duplas detalhes               | Elena Leonova · Gennadi Krasnitski · União Soviética | Ekaterina Murugova · Artem Torgashev · União Soviética | Kristi Yamaguchi · Rudy Galindo · Estados Unidos |
| Dança no gelo detalhes        | Ilona Melnichenko · Gennadi Kaskov · União Soviética | Oksana Grishuk · Alexander Chichkov · União Soviética  | Catherine Pal · Donald Godfrey · Canadá          |

## Resultados

### Individual masculino
| Pos.              | Nome            | Nacionalidade   |
| ----------------- | --------------- | --------------- |
| Medalha de ouro   | Rudy Galindo    | Estados Unidos  |
| Medalha de prata  | Todd Eldredge   | Estados Unidos  |
| Medalha de bronze | Yuri Tsimbaliuk | União Soviética |
| ...               |                 |                 |
| 9                 | Brent Frank     | Canadá          |
| ...               |                 |                 |

### Individual feminino
| Pos.              | Nome            | Nacionalidade      |
| ----------------- | --------------- | ------------------ |
| Medalha de ouro   | Cindy Bortz     | Estados Unidos     |
| Medalha de prata  | Susanne Becher  | Alemanha Ocidental |
| Medalha de bronze | Shannon Allison | Canadá             |
| ...               |                 |                    |
| 12                | Angie Folk      | Canadá             |
| ...               |                 |                    |

### Duplas
| Pos.              | Nome                                  | Nacionalidade   |
| ----------------- | ------------------------------------- | --------------- |
| Medalha de ouro   | Elena Leonova / Gennadi Krasnitski    | União Soviética |
| Medalha de prata  | Ekaterina Murugova / Artem Torgashev  | União Soviética |
| Medalha de bronze | Kristi Yamaguchi / Rudy Galindo       | Estados Unidos  |
| ...               |                                       |                 |
| 7                 | Jody Barnes / Rob Williams            | Canadá          |
| 8                 | Marie Fortin / Jean-Michel Bombardier | Canadá          |
| ...               |                                       |                 |

### Dança no gelo
| Pos.              | Nome                                | Nacionalidade   |
| ----------------- | ----------------------------------- | --------------- |
| Medalha de ouro   | Ilona Melnichenko / Gennadi Kaskov  | União Soviética |
| Medalha de prata  | Oksana Grishuk / Alexander Chichkov | União Soviética |
| Medalha de bronze | Catherine Pal / Donald Godfrey      | Canadá          |
| ...               |                                     |                 |
| 7                 | Jacqueline Petr / Mark Janoschak    | Canadá          |
| ...               |                                     |                 |

## Quadro de medalhas
| Ordem | País               | Medalha de ouro | Medalha de prata | Medalha de bronze |    | Ordem por total |
| ----- | ------------------ | --------------- | ---------------- | ----------------- | -- | --------------- |
| 1     | União Soviética    | 2               | 2                | 1                 | 5  | 1               |
| 2     | Estados Unidos     | 2               | 1                | 1                 | 4  | 2               |
| 3     | Alemanha Ocidental |                 | 1                |                   | 1  | 4               |
| 4     | Canadá             |                 |                  | 2                 | 2  | 3               |
| TOTAL | TOTAL              | 4               | 4                | 4                 | 12 | —               |